# Marcel Rodman
Marcel Rodman (* 25. September 1981 in Rodine, SR Slowenien) ist ein ehemaliger slowenischer Eishockeyspieler, der heute als Trainer arbeitet. Im Laufe seiner Karriere war er vor allem in der österreichischen Eishockey-Liga und in der zweiten deutschen Spielklasse, der heutigen DEL2, aktiv. Mit dem HK Jesenice wurde er dreimal slowenischer Meister, zudem gehörte er über viele Jahre der slowenischen Nationalmannschaft an, mit der er an insgesamt 13 Weltmeisterschaften und den Olympischen Winterspielen 2014 teilnahm.

## Karriere
Rodman begann seine Karriere in den Jugendmannschaften des HK Jesenice, ehe er 1998 nach Nordamerika wechselte und dort zunächst ein Jahr lang in der Ontario Junior Hockey League spielte, ehe er sich den Peterborough Petes anschloss, die ihn in der ersten Runde des CHL Import Drafts an 37. Position gezogen hatten. Trotz guter Leistungen in der Ontario Hockey League kehrte er nach seinem dritten Jahr in Übersee nach Europa zurück. In den folgenden Jahren wechselte er mehrmals das Team, absolvierte auch eine Saison in der Deutschen Eishockey Liga, kehrte aber immer wieder zu seinem Stammteam aus Jesenice zurück. Zuletzt spielte er durchgehend zusammen mit seinem Bruder David, mit dem er auch in der Saison 2006/07 gemeinsam mit Aaron Fox eine der erfolgreichsten Stürmerlinien der österreichischen Eishockey-Liga bildete. Trotz der guten Leistungen scheiterte Jesenice in der Premierensaison in der EBEL jedoch knapp an der Playoff-Teilnahme. In der Folge wurde die gesamte Formation von den Vienna Capitals unter Vertrag genommen, wo die drei jedoch ihre Leistungen infolge einer langwierigen Verletzung Fox’ nicht wiederholen konnten. Nach einem weiteren Jahr in Jesenice kehrte Marcel zusammen mit seinem Bruder 2009 nach Wien zurück, wo er in den folgenden drei Jahren aktiv war. In der Saison 2012/2013 wurde Rodman mit den Bietigheim Steelers Meister der 2. Eishockey-Bundesliga. Dort war der Angreifer bester Scorer seines Teams und zweitbester hinter Daniel Hacker in der gesamten Liga.
Im Sommer 2013 schloss er sich den Schwenninger Wild Wings aus der Deutschen Eishockey Liga an, nur um eine Spielzeit später zum kroatischen Spitzenklub KHL Medveščak Zagreb in die Kontinentale Hockey-Liga zu wechseln. Bereits im Dezember 2014 verließ er Medveščak nach neun Spielen und wechselte zum EC KAC nach Klagenfurt, wo er bis zum Saisonende 2014/15 in der Österreichischen Eishockey-Liga auf dem Eis stand. Anschließend kehrte er in die zweite deutsche Spielklasse zurück, wo er von den Dresdner Eislöwen unter Vertrag genommen wurde. Er absolvierte dort in der Saison 2015/16 verletzungsbedingt jedoch kein Pflichtspiel. Nach durchwachsenen Leistungen im Laufe der Saison 2016/17 verließ er die Eislöwen im Januar 2017 und wechselte zurück zu den Bietigheim Steelers. In der Saison 2017/18 stand Rodman beim DEL2-Aufsteiger EC Bad Tölz unter Vertrag, ehe er seine Karriere beendete und Assistenztrainer beim KHL Medveščak Zagreb wurde.

### International
Für Slowenien nahm Rodman im Juniorenbereich an den U20-Junioren-C-Weltmeisterschaften 1999 und 2000 sowie der Weltmeisterschaft der Division II 2001 teil.

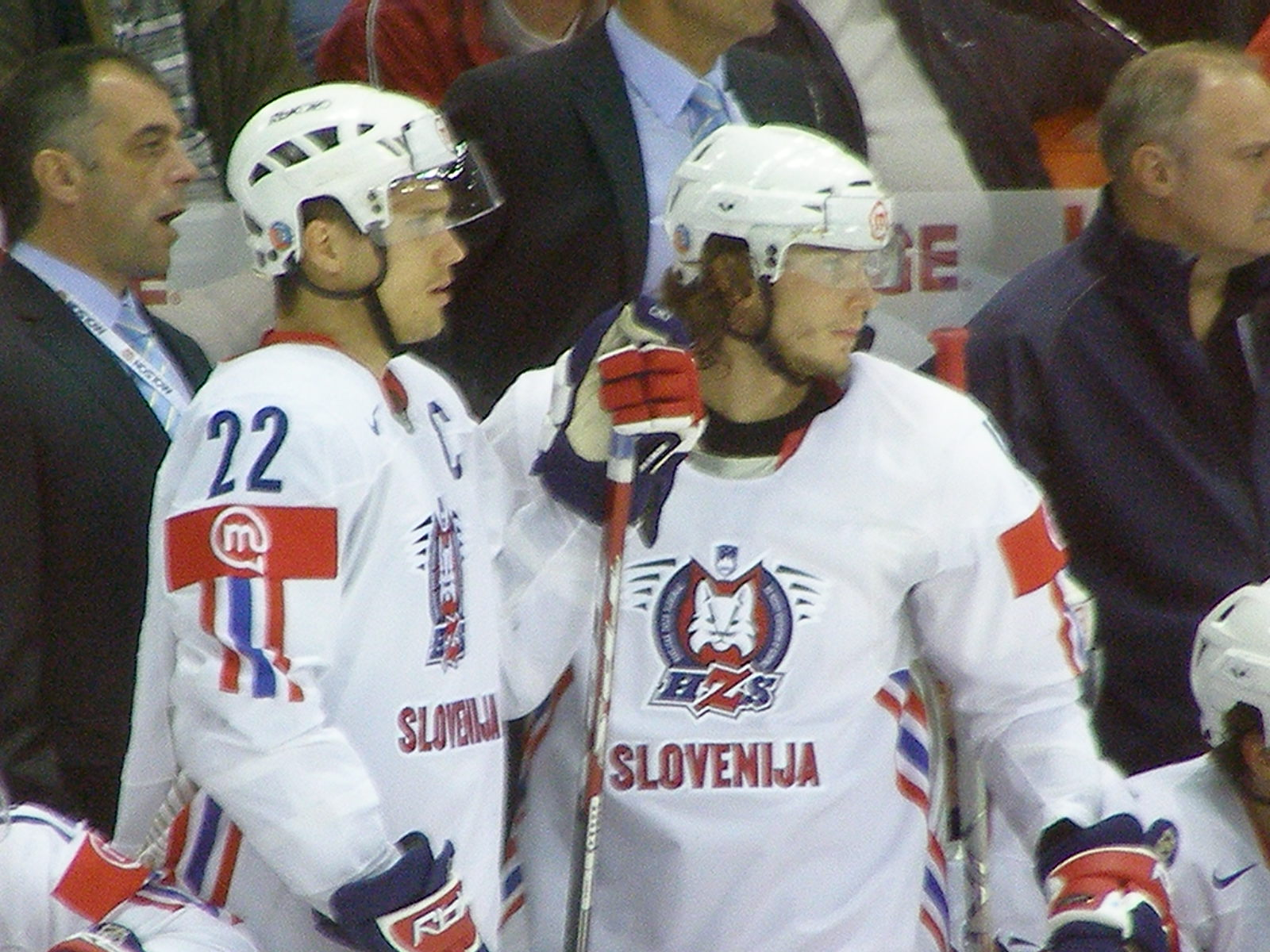
Marcel Rodman (Li.) bei der Weltmeisterschaft 2008

Im Seniorenbereich stand er im Aufgebot seines Landes bei den Weltmeisterschaften der Division I 2001, 2007, 2009, 2010, 2012 und 2014 sowie bei den Weltmeisterschaften der Top-Division 2002, 2003, 2005, 2006, 2008, 2011, 2013 und 2015. Ab der WM 2009 war er Assistenzkapitän Sloweniens, nachdem er 2007 und 2008 sein Team als Mannschaftskapitän auf das Eis geführt hatte. Zudem vertrat er seine Farben bei den Qualifikationsturnieren zu den Olympischen Winterspielen 2006 in Turin, 2010 in Vancouver und 2014 in Sotschi sowie bei den Winterspielen in Sotschi selbst, bei denen die Slowenen einen überraschenden siebten Platz belegten. 

### Als Trainer
Im Dezember 2018 wurde Rodman zum Cheftrainer des HDD Jesenice ernannt. Anschließend war er in der Saison 2019/20 Cheftrainer beim DVTK Jegesmedvék, wurde jedoch im Januar 2020 durch Glen Hanlon ersetzt. Er kehrte zu HDD Jesenice zurück und arbeitete dort als Sportdirektor. Seit Mai 2021 ist er Assistenztrainer beim EC VSV. Im November 2023 wurde er nach der Entlassung von Rob Daum zum Cheftrainer befördert, erhielt jedoch nach Ablauf der Saison 2023/24 keinen Folgevertrag. Anschließend übernahm er das Traineramt beim EK Zell am See aus der Alps Hockey League.

## Erfolge und Auszeichnungen
- 2005 Slowenischer Meister mit dem HK Jesenice
- 2006 Slowenischer Meister mit dem HK Jesenice
- 2009 Slowenischer Meister mit dem HK Jesenice
- 2013 DEB-Pokal-Sieger und 2. Liga Meister  mit den Bietigheim Steelers

### International
- 2001 Aufstieg in die Division I bei der U20-Junioren-Weltmeisterschaft der Division II
- 2001 Aufstieg in die Top-Division bei der Weltmeisterschaft der Division I, Gruppe B
- 2007 Aufstieg in die Top-Division bei der Weltmeisterschaft der Division I, Gruppe B
- 2010 Aufstieg in die Top-Division bei der Weltmeisterschaft der Division I, Gruppe B
- 2012 Aufstieg in die Top-Division bei der Weltmeisterschaft der Division I, Gruppe A
- 2014 Aufstieg in die Top-Division bei der Weltmeisterschaft der Division I, Gruppe A

## Karrierestatistik

### International
(Legende zur Spielerstatistik: Sp oder GP = absolvierte Spiele; T oder G = erzielte Tore; V oder A = erzielte Assists; Pkt oder Pts = erzielte Scorerpunkte; SM oder PIM = erhaltene Strafminuten; +/− = Plus/Minus-Bilanz; PP = erzielte Überzahltore; SH = erzielte Unterzahltore; GW = erzielte Siegtore; 1 Play-downs/Relegation; Kursiv: Statistik nicht vollständig)

## Familie
Der Bruder von Marcel Rodman ist David Rodman, der etwa zwei Jahre jünger ist. Marcel absolvierte einen großen Teil seiner Profikarriere zusammen mit seinem Bruder.